# 东莞图书馆
东莞图书馆（英語：Dongguan Library）是一座位于广东省东莞市的公共图书馆，简称莞图，为国家一级图书馆。

## 历史
新馆于2005年9月28日建成开放，总建筑面积44,654平方米，拥有296万册馆藏文献和150多万种电子图书。截至2019年全市共有1个总馆、52个分馆、400个村（社区）服务点、102个图书流动车服务站。

## 吴桂春事件
2020年6月24日一位湖北农民工吴桂春自述来东莞打工17年，因为2019冠状病毒病疫情爆发导致失业准备回湖北老家，在退还读者卡时在留言板上写下：
“我来东莞十七年，其中来图书馆看书有十二年。书能明理，对人百益无一害的唯书也。今年疫情让好多产业倒闭，农民工也无事可做了，选择了回乡。想起这些年的生活，最好的地方就是图书馆了。虽万般不舍，然生活所迫，余生永不忘你，东莞图书馆。愿你越办越兴旺。识惠东莞，识惠外来农民工。湖北农民工2020.6.24”
被媒体报道后引发社会热议关注。6月26日找到新工作，为一家小区物业公司从事绿化养护。

## 交通
- 东莞轨道交通1号线中心广场站